# Románský cement

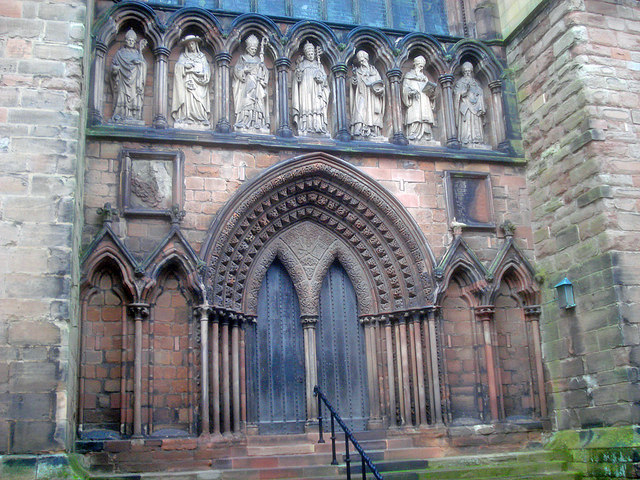
Nad zdobenými jižními dveřmi lichfieldské katedrály stojí sedm postav vytesaných do románského cementu

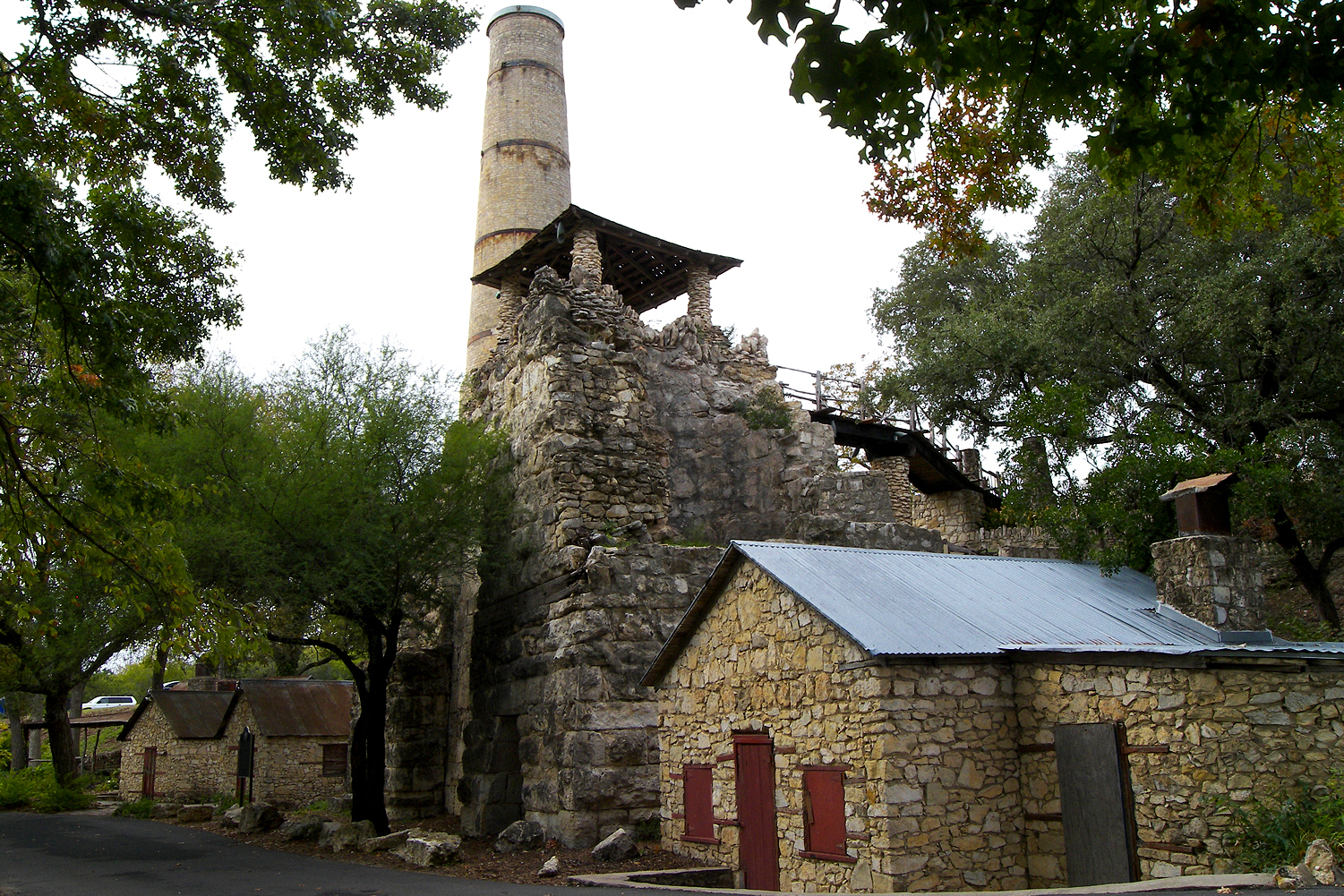
Cementárna „Alamo Portland and Roman Cement Works“ v Brackenridge Parku v San Antoniu, Texas, Spojené státy americké. Místo bylo 12. prosince 1976 zapsáno do Národního registru historických míst

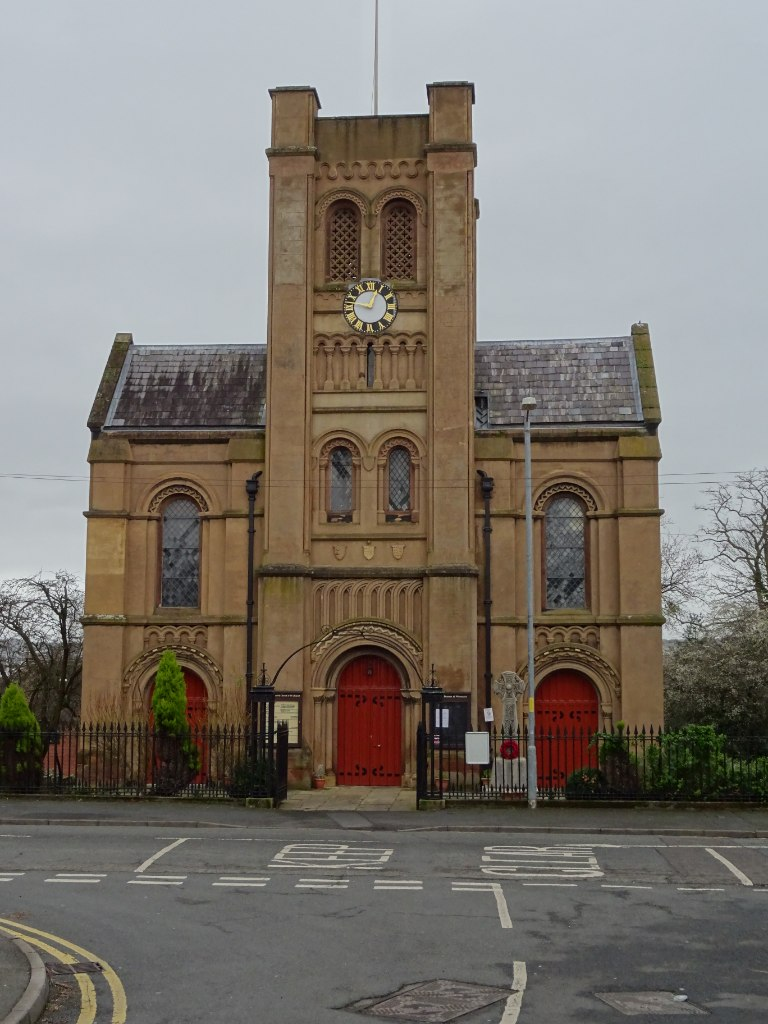
Kostel svatého Klementa na Henwick Road v St John's ve Worcesteru. Postaven v letech 1820 až 1821 v neonormanském stylu, který se stal populárním až ve 40. letech 19. století. Architekt Thomas Lee Jun zvolil zdobenou, poněkud strohou fasádu, obloženou románským cementem

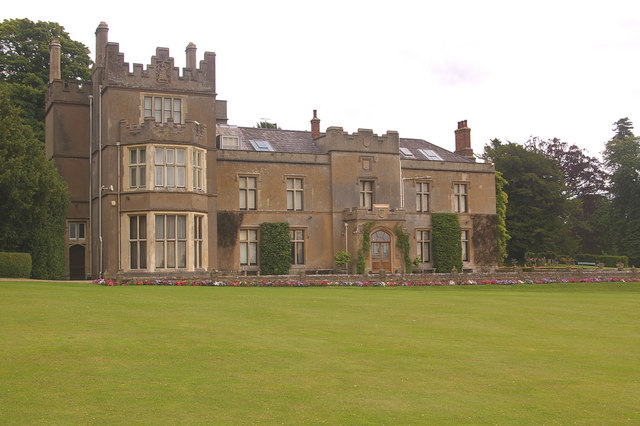
Titsey Place - západní průčelí hlavní část domu pochází z roku 1775. V roce 1826 byl podle návrhu Williama Atkinsona nově obložen románským cementem.

Románský cement (nebo též románské vápno či přírodní cement) je vysoce hydraulické historické stavební pojivo, které se tradičně vyrábělo v šachtových pecích z druhohorních vápenců a jílů při nízké teplotě výpalu. Románský cement byl často používán na stavbách datovaných od druhé poloviny 19. století až do počátku 20. století. Pro toto pojivo je charakteristická značná rychlost tuhnutí při současné velmi dobré konečné pevnosti a povětrnostní odolnosti. Byl používán mimo jiné i k odlévání ozdobných prvků fasád na budovách pocházejících z výše uvedeného období. Postupem doby upadl románský cement v zapomnění poté, co byl vytlačen portlandským cementem, který je ale připravován z poněkud jiných surovin a při vyšších teplotách výpalu.

## Podrobněji
Vysoce hydraulické pojivo vzniká pálením slínovců – sedimentárních jemnozrnných hornin složených z vápenců obohacených převážně složkami z jílových minerálů. Slínovce jsou vypalovány při teplotách 800 až 1200 °C tj. pod hranicí slinování jílů.. Laickým a velmi hrubě zjednodušujícím pohledem možno konstatovat, že svými vlastnostmi leží románský cement někde mezi hydraulickým vápnem a běžným portlandským cementem. Vlastnosti:
- rychle tuhnoucí pojivo (doba počátku tuhnutí je 7 až 20 minut), ale existují i výrobky s počátkem tuhnutí 2 minuty;
- žlutá až hnědá barva (v závislosti na teplotě);
- velmi dobrá odolnost proti atmosférickým vlivům a krystalizaci solí.

### Historie
Pojivo známé jako Parkerův nebo románský (římský) cement si nechal v roce 1796 patentovat James Parker. Patent se týkal výroby pojiva pálením vápenců (při teplotách v rozmezí 800 až 1200 °C) obsahujících jíly z ostrova Sheppey (u pobřeží Anglie v ústí řeky Temže do Severního moře). Navzdory označení produktu přídavným jménem „římský“ bylo jeho složení velice odlišné od hydraulických pojiv používaných v antickém Římě. Z Anglie se následně výroba „římských" cementů rychle rozšířila po Evropě a také do USA.
První (neúspěšný) pokus o založení továrny (v Häringu v Tyrolích) na výrobu románského cementu v Rakousku se datuje do roku 1830. Cechmistr František Klink z Kufsteinu v Tyrolích založil v roce 1842 továrnu na výrobu románského cementu a odtud pak pramenilo i označení produktu coby „kufsteinské vápno“ (zkráceně „kufštein“). Toto pojivo bylo ve větší míře použito teprve roku 1859 při stavbě železničního mostu přes řeku Salzach v Solnohradsku. Největšího rozkvětu doznalo používání románského cementu v 19. a počátkem 20. století. Budovaly se z něho portály vchodů a sloužil pro architektonickou a uměleckou výzdobu objektů. Postupně se kufsteinské vápno rozšířilo po celém území Rakousko-Uherska. Pokud bylo jemně rozemleto vznikla silně plastická kašovitá licí hmota vhodná k odlévání figurálních odlitků či tvorbu ornamentálních detailů. Dodnes (rok 2008) je silně hydraulické kufsteinské vápno v řadách památkářů významným pojmem a synonymem vysoce trvanlivého materiálu štuků a umělého kamene.
První továrna na románský cement v českých zemích byla zřízena roku 1860 v Bohosudově u Teplic. (Roku 1869 až 1872 byla založena továrna v Podolí u Prahy.) Počátkem 70. let 19. století probíhal na Moravě geologický průzkum s cílem nalezení materiálů vhodných pro výrobu cementu. Výsledkem této geologické prospekce bylo založení první cementárny na Moravě v Tlumačově (1872 až 1873), kde se vyrábělo silně hydraulické vápno nazývané „kurovické“. Toto hydraulické vápno (pálené z vápencového ložiska v okolí Kurovic u Tlumačova) mělo vynikající vlastnosti a tato moravská varianta románského cementu je známa pod názvem „kurovina".
Ve druhé polovině 19. století a počátkem 20. století se románský cement velmi často používal ve stavebnictví při realizaci fasád a dekorativních prvků. Problémem nebyla ani tak technologie vlastní výroby románského cementu, jako spíše fakt, že těžba nebyla schopna garantovat jednotnou kvalitu vstupní suroviny, jejíž složení variovalo v závislosti na zdroji – ložisku (lomu). V průběhu 20. let 20. století byl románský cement postupně vytlačován rychle se rozšiřujícími portlandskými cementy, jenž garantovaly stálou kvalitu a jejich hromadná produkce tlačila jejich ceny dolů.

### Oblasti použití
- V běžném stavebnictví lze románský cement užít při strojním i ručním zpracováním tam, kde je požadován specifický vzhled povrchu tak, aby se jevil jako kámen nebo rustikální omítka a to i v případech tvorby různých dekorativních či nosných prvků speciálně podporujících vzhled přírodního kamene.[4]
- Při restaurování památek, kdy je kladen důraz na vzhled a pevnost materiálu, lze z románského cementu vytvářet také staticky namáhané nosné prvky, jakými jsou například žebra kleneb v gotických památkách, různá zábradlí apod.[4][pozn. 4]
- Snadná zpracovatelnost spolu s možností regulovat tuhnutí a tvrdnutí předurčují románský cement k výrobě uměleckých předmětů, soch a jiné kreativní práci ve stavebnictví za současně působící výhody, kterou je přírodní vzhled takto vytvořených objektů.[4]
- Pevnost tohoto pojiva jakož i jeho vodotěsnost dedikují aplikaci románského cementu k výrobě kašen či nádob na vodu pro potřeby tvorby prvků městského mobiliáře nebo objektů zahradní architektury. I zde je přidanou hodnotou přírodní vzhled a relativně snadná zpracovatelnost.[4]
- Rychlost tuhnutí románského cementu, vodotěsnost a jeho dostatečná pevnost se nabízejí k využití při opravě silnic a komunikací s tím, že po 30 minutách od opravy je možno uvolnit provoz na opraveném úseku i při jeho plném provozním zatížení.[4]
- Stejné vlastnosti jako pro opravu silnic a komunikací lze využít i ve prospěch oprav kanalizace i v dalších oblasti vodohospodářských staveb.[4]